# Khashendaraq
Khashendaraq (persiska: خشین درق, Khashīn Daraq, خشندرق) är en ort i Iran.   Den ligger i provinsen Östazarbaijan, i den nordvästra delen av landet, 500 km nordväst om huvudstaden Teheran. Khashendaraq ligger 1 947 meter över havet och antalet invånare är 440.
Terrängen runt Khashendaraq är huvudsakligen kuperad, men norrut är den platt. Runt Khashendaraq är det ganska glesbefolkat, med 29 invånare per kvadratkilometer. Närmaste större samhälle är Bostānābād, 15,1 km norr om Khashendaraq. Trakten runt Khashendaraq består i huvudsak av gräsmarker.